# Nagroda Saturn w kategorii najlepsze kostiumy
Laureaci nagród Saturn w kategorii najlepsze kostiumy:

## Lata 70
1976: Bill Thomas – Ucieczka Logana
1977: John Mollo – Gwiezdne wojny: część IV – Nowa nadzieja

nominacje:
- Ludzie, o których zapomniał czas
- Pete’s Dragon
- Sindbad i oko tygrysa
- Richard La Motte – Wyspa doktora Moreau

1978: Theoni V. Aldredge – Oczy Laury Mars

nominacje:
- Tony Walton – Czarnoksiężnik z krainy Oz
- Patricia Norris – Koziorożec 1
- Theadora Van Runkle, Richard Bruno – Niebiosa mogą zaczekać
- Yvonne Blake, Richard Bruno – Superman

1979: Jean-Pierre Dorléac – Buck Rogers in the 25th Century

nominacje:
- Jean-Pierre Dorléac – Battlestar Galactica
- Sal Anthony, Yvonne Kubis – Podróż w czasie
- Gisela Storch – Nosferatu wampir
- Robert Fletcher – Star Trek

## Lata 80
1980: Jean-Pierre Dorléac – Gdzieś w czasie

nominacje:
- Durinda Wood – Bitwa wśród gwiazd
- Danilo Donati – Flash Gordon
- John Mollo – Gwiezdne wojny: część V – Imperium kontratakuje
- Doris Lynn – Zamroczenie

1981: Bob Ringwood – Excalibur

nominacje:
- Anthony Mendleson – Pogromca smoków
- Deborah Nadoolman – Poszukiwacze zaginionej Arki
- Stephen Loomis – Ucieczka z Nowego Jorku
- Emma Porteus – Zmierzch tytanów

1982: Eloise Jensson, Rosanna Norton – Tron

nominacje:
- John Bloomfield – Conan Barbarzyńca
- Norma Moriceau – Mad Max II
- Christine Boyar – Miecz i czarnoksiężnik
- Robert Fletcher – Star Trek II: Gniew Khana

1983: Aggie Guerard Rodgers, Nilo Rodis-Jamero – Gwiezdne wojny: część VI – Powrót Jedi

nominacje:
- Ruth Myers – Coś paskudnego tu nadchodzi
- Anthony Mendleson – Krull
- Tom Rand – Piraci z Penzance
- Milena Canonero – Zagadka nieśmiertelności

1984: Bob Ringwood – Diuna

nominacje:
- Patricia Norris – 2010: Odyseja kosmiczna
- John Mollo – Greystoke: Legenda Tarzana, władcy małp
- Anthony Powell – Indiana Jones i Świątynia Zagłady
- Robert Fletcher – Star Trek III: W poszukiwaniu Spocka

1985: Nanà Cecchi – Zaklęta w sokoła

nominacje:
- Norma Moriceau – Mad Max pod Kopułą Gromu
- Shirley Russell – Oblubienica Frankensteina
- Raymond Hughes – Powrót do Krainy Oz
- Deborah Lynn Scott – Powrót do przyszłości

1986: Robert Fletcher – Star Trek IV: Powrót na Ziemię

nominacje:
- Brian Froud, Ellis Flyte – Labirynt
- Emma Porteus – Obcy – decydujące starcie
- Theadora Van Runkle – Peggy Sue wyszła za mąż
- Marit Allen – Sklepik z horrorami

1987: Phyllis Dalton – Narzeczona dla księcia

nominacje:
- Michael W. Hoffman, Aggie Lyon – Łowcy potworów
- Erica Edell Phillips – RoboCop
- Susan Becker – Straceni chłopcy
- Robert Blackman – Uciekinier
- Julie Weiss – Władcy wszechświata

1988: Barbara Lane – Willow

nominacje:
- Leonard Pollack – Gabinet figur woskowych
- Michael Jeffery – Kryjówka Białego Węża
- Darcie F. Olson – Mordercze klowny z kosmosu
- Denise Cronenberg – Nierozłączni
- Stephen M. Chudej – Nightfall

## Lata 90
1989/90: Erica Edell Phillips – Pamięć absolutna

nominacje:
- Bob Ringwood – Batman
- Milena Canonero – Dick Tracy
- Anthony Powell, Joanna Johnston – Indiana Jones i ostatnia krucjata
- Joanna Johnston – Powrót do przyszłości II
- Joanna Johnston – Powrót do przyszłości III
- Gabriella Pescucci – Przygody barona Munchausena
- Jill M. Ohanneson – Wspaniała przygoda Billa i Teda
- Alonzo Wilson, Lesja Liber, Xenia Beith, Fiona Cazaly, Marian Keating – Wojownicze Żółwie Ninja

1991: Marilyn Vance – Człowiek rakieta

nominacje:
- Colleen Atwood – Edward Nożycoręki
- Beatrix Aruna Pasztor – Fisher King
- Franca Zucchelli – Frankenstein wyzwolony
- Colleen Atwood – Milczenie owiec
- John Bloomfield – Robin Hood: Książę złodziei

1992: Eiko Ishioka – Drakula

nominacje:
- Lisa Jensen – Freejack
- Robyn Reichek – Mama i tata ocalają świat
- Bob Ringwood, David Perry – Obcy 3
- Bob Ringwood, Mary E. Vogt, Vin Burnham – Powrót Batmana
- Dodie Shepard – Star Trek VI: Nieodkryta kraina
- Albert Wolsky – Zabaweczki

1993: Mary E. Vogt – Hokus pokus

nominacje:
- Gloria Gresham – Bohater ostatniej akcji
- Bob Ringwood – Człowiek demolka
- Jennifer Butler – Dzień świstaka
- Sue Moore, Eric H. Sandberg – Jurassic Park
- Theoni V. Aldredge – Rodzina Addamsów II
- Joseph A. Porro – Super Mario Bros.

1994: Sandy Powell – Wywiad z wampirem

nominacje:
- Bob Ringwood – Cień
- Rosanna Norton – Flintstonowie
- Joseph A. Porro – Gwiezdne wrota
- Arianne Phillips – Kruk
- Ha Nguyen – Maska

1995: Julie Weiss – 12 małp

nominacje:
- Bob Ringwood, Ingrid Ferrin – Batman Forever
- Charles Knode – Braveheart. Waleczne serce
- Jean-Paul Gaultier – Miasto zaginionych dzieci
- Gianni Versace, Emma Porteus – Sędzia Dredd
- John Bloomfield – Wodny świat

1996: Deborah Everton – Star Trek: Pierwszy kontakt

nominacje:
- Joseph A. Porro – Dzień Niepodległości
- Colleen Atwood – Marsjanie atakują!
- Thomas Casterline, Anna B. Sheppard – Ostatni smok
- Kym Barrett – Romeo i Julia
- Robin Michel Bush – Ucieczka z Los Angeles

1997: Ellen Mirojnick – Żołnierze kosmosu

nominacje:
- Deena Appel – Austin Powers: Agent specjalnej troski
- Ingrid Ferrin, Robert Turturice – Batman i Robin
- Colleen Atwood – Gattaca – szok przyszłości
- Bob Ringwood – Obcy: Przebudzenie
- Jean-Paul Gaultier – Piąty element

1998: Jenny Beavan – Długo i szczęśliwie

nominacje:
- Michael Kaplan, Magali Guidasci – Armageddon
- Graciela Mazón – Maska Zorro
- Judianna Makovsky – Miasteczko Pleasantville
- Liz Keogh – Mroczne miasto
- Vin Burnham, Robert Bell, Gilly Hebden – Zagubieni w kosmosie

1999: Trisha Biggar – Gwiezdne wojny: część I – Mroczne widmo

nominacje:
- Colleen Atwood – Jeździec bez głowy
- Albert Wolsky – Kosmiczna załoga
- Kym Barrett – Matrix
- John Bloomfield – Mumia
- Marilyn Vance – Superbohaterowie

## 2000–2009
2000: Louise Mingenbach – X-Men

nominacje:
- Eiko Ishioka, April Napier – Cela
- Caroline de Vivaise – Cień wampira
- Janny Yates – Gladiator
- Rita Ryack, David Page – Grinch: Świąt nie będzie
- Timmy Yip – Przyczajony tygrys, ukryty smok

2001: Judianna Makovsky – Harry Potter i Kamień Filozoficzny

nominacje:
- Dominique Borg – Braterstwo wilków
- Catherine Martin, Angus Strathie – Moulin Rouge!
- Colleen Atwood – Planeta Małp
- Ngila Dickson, Richard Taylor – Władca Pierścieni: Drużyna Pierścienia
- Kym Barrett – Z piekła rodem

2002:
- Trisha Biggar – Gwiezdne wojny: część II – Atak klonów
- Ngila Dickson, Richard Taylor – Władca Pierścieni: Dwie wieże

nominacje:
- Deena Appel – Austin Powers i Złoty Członek
- Lindy Hemming – Harry Potter i Komnata Tajemnic
- Deborah Lynn Scott – Raport mniejszości
- Bob Ringwood – Star Trek: Nemesis

2003: Penny Rose – Piraci z Karaibów: Klątwa Czarnej Perły

nominacje:
- Jacqueline West – Liga niezwykłych dżentelmenów
- Kym Barrett – Matrix Rewolucje
- Janet Patterson – Piotruś Pan
- Ngila Dickson, Richard Taylor – Władca Pierścieni: Powrót króla
- Louise Mingenbach – X-Men 2

2004: Kevin Conran – Sky Kapitan i świat jutra

nominacje:
- Emi Wada – Dom latających sztyletów
- Jany Temime – Harry Potter i więzień Azkabanu
- Wendy Partridge – Hellboy
- Alexandra Byrne – Upiór w operze
- Gabriella Pescucci, Carlo Poggioli – Van Helsing

2005: Isis Mussenden – Opowieści z Narnii: Lew, czarownica i stara szafa

nominacje:
- Lindy Hemming – Batman: Początek
- Gabriella Pescucci – Charlie i fabryka czekolady
- Jany Temime – Harry Potter i Czara Ognia
- Trisha Biggar – Gwiezdne wojny: część III – Zemsta Sithów
- Terry Ryan – King Kong

2006: Chung Man Yee – Cesarzowa

nominacje:
- Nic Ede – Flyboys – bohaterska eskadra
- Penny Rose – Piraci z Karaibów: Skrzynia umarlaka
- Joan Bergin – Prestiż
- Sammy Sheldon – V jak Vendetta
- Judianna Makovsky – X-Men: Ostatni bastion

2007: Coleen Atwood – Sweeney Todd: Demoniczny golibroda z Fleet Street

nominacje:
- Michael Wilkinson – 300
- Sammy Sheldon – Gwiezdny pył
- Jany Temime – Harry Potter i Zakon Feniksa
- Penny Rose – Piraci z Karaibów: Na krańcu świata
- Ruth Myers – Złoty kompas

2008: Mary Zophres – Indiana Jones i Królestwo Kryształowej Czaszki

nominacje:
- Catherine Martin – Australia
- Lindy Hemming – Mroczny Rycerz
- Isis Mussenden – Opowieści z Narnii: Książę Kaspian
- Deborah Hopper – Oszukana
- Joanna Johnston – Walkiria